# Vlag van Aomori

Vlag van Aomori (ratio 7:10)

De prefecturale vlag van Aomori bestaat uit een wit vlak met een groen gestileerde weergave van de kaart van de prefectuur in het midden. De groene kleur staat voor hoop en toekomst, en de witte kleur voor de oneindig uitbreidende ruimte. De prefecturale vlag werd op 1 januari 1961 aangenomen.